# Never Be like You
Never Be like You is een nummer van de Australische dj Flume uit 2016, ingezongen door de Canadese zangeres Kai. Het is de eerste single van Skin, het tweede studioalbum van Flume.
"Never Be like You" werd in diverse landen een hit. Het wist de nummer 1-positie te behalen in Flume's thuisland Australië. In Nederland had het nummer met de 72e positie in de Single Top 100 niet veel succes, terwijl het in Vlaanderen wel een hit werd met een 10e positie in de Vlaamse Ultratop 50.